# Liste in Montenegro vorhandener Dampflokomotiven
Dies ist eine Liste erhaltener Dampflokomotiven auf dem Gebiet von Montenegro.

## Schmalspurlokomotiven 750 mm
| Foto | Nummer oder Name | Bauart / Achsfolge | Hersteller | Fabrik- nr. | Baujahr | Historie                     | Eigentümer / Betreiber / Strecke | Standort  | Bemerkungen |
| ---- | ---------------- | ------------------ | ---------- | ----------- | ------- | ---------------------------- | -------------------------------- | --------- | ----------- |
|      | LOVCEN           |                    | O&K        | 4115        | 1910    | Antivari-Bahn (Bar–Virpazar) |                                  | Podgorica | aufgestellt |
|      | SUTORMAN         |                    | Bors       | 7601        | 1910    | Antivari-Bahn (Bar–Virpazar) |                                  | Bar       | aufgestellt |